# Guy Johnston
Guy Johnston es un chelista británico y ganador del Premio al Músico Joven de la BBC en 2000. 
Es corista en el Colegio de Reyes de Cambridge y asistió a La Escuela de Música Chetam en Mánchester, y fue el solista de chelo en la primera grabación de Karl Jenkins, El hombre armado.
Además es miembro de Aronowitz Enzemble, el cual estuvo recientemente invitado a El cuadro de Artistas de Nueva Generación de la BBC y presentándose regularmente para la BBC Radio 3 por tres años.
Su chelo es un raro Pellizon 1820.
Guy Johnston es el hermano de la violinista del grupo Scala! y del grupo ahora inexistente wild (banda) Izzy Johnston.
- Datos: Q5622381